# ميخائيل جاي أغيلار
ميخائيل جاي أغيلار (بالإنجليزية: Michael J. Aguilar)‏ هو ضابط أمريكي، ولد في 10 مايو 1950 في لوس أنجلوس في الولايات المتحدة.